# حزب کمونیست دریاهای جنوبی
حزب کمونیست دریاهای جنوبی (به اختصار SSCP)، حزب کمونیست نانیانگ (چینی: 南洋共产党)، یک حزب کمونیست در جنوب شرقی آسیا بود که در سال ۱۹۲۵، زمانی تأسیس شد که حزب کمونیست چین شاخه‌های تبعید خود را در منطقه جدا کرد تا راه را برای احزاب کمونیست محلی ایجاد کند. این حزب در تلاشهای قبلی کمونیست اندونزیایی Tan Malaka برای ایجاد احزاب کمونیست در منطقه موفق عمل کرد.
دفتر مرکزی این حزب در سنگاپور قرار داشت. در سال ۱۹۳۰ این حزب منحل شد و احزاب کمونیست ملی مانند حزب کمونیست هندوچین (به رهبری هوشی مین)، حزب کمونیست مالایی و حزب کمونیست سیام تشکیل شدند.

## حزب کمونیست دریاهای جنوبی در برمه
یک شاخه جزئی از حزب کمونیست دریاهای جنوبی در برمه تشکیل شد. این گروه توسط وو وی سای (ملقب به وو چینگ سین) که در ماه مه ۱۹۲۹ به رانگون رسیده بود، تشکیل شد. او به همراه همسرش فعالیتهای تبلیغاتی را در محله چینی‌های رانگون انجام داد. گروه کوچکی از اعضا تشکیل شد، اما به‌طور کلی تأسیس جنبش کمونیستی چین در برمه شکست خورد، زیرا جامعه چینی‌های برمه تحت سلطه عناصر طبقه متوسط قرار داشت. رانگون کارگران چینی نسبتاً کمی داشت. وو وی سای در سال ۱۹۳۰ برمه را ترک کرد. گروهی که باقی مانده بود یعنی کمیته موقت، بخش ویژه برمه از حزب کمونیست دریاهای جنوبی، فقط اعضای انگشت شماری داشت. مقامات انگلیسی برخی از آنها را به چین تبعید کردند.